# Suženyj moj...
| Recensione | Giudizio |
| ---------- | -------- |
| InterMedia | 7/10     |

Suženyj moj... (in russo Суженый мой...?) è il secondo album in studio della cantante russa Irina Allegrova, pubblicato nel ottobre 1994 dalla Russkoe snabženie.

## Tracce
1. Ne uletaj ljubov' – 4:06 (Igor' Nikolaev)
2. Moj laskovj i nežny zver' – 4:05 (Igor' Nikolaev)
3. Ver'te v ljubov devčonki – 2:37 (Igor' Nikolaev)
4. Igruška – 3:53 (testo: Pavel Žagun – musica: Igor' Nikolaev)
5. Svečka – 4:00 (Igor' Nikolaev)
6. Kak ja soskučilas' – 4:12 (Igor' Nikolaev)
7. Suženyj moj – 3:33 (testo: Igor' Kochanovskij – musica: Igor' Nikolaev)
8. Babnik – 3:56 (testo: Simon Osiašvili – musica: Viktor Čajka)
9. Ne bylo pečali – 4:55 (Igor' Nikolaev)
10. Glupyj malčik – 3:43 (Igor' Nikolaev)
11. Strannik – 3:08 (Igor' Nikolaev)
12. Fotografija – 3:26 (Igor' Nikolaev)
13. Mladšij lejtenant – 3:45 (Igor' Nikolaev)
14. Tranzit – 4:05 (testo: Larisa Rubalskaja – musica: Viktor Chajka)